# China's Next Top Model
China's Next Top Model (CNTM, in Cina ChiNTM) è stato un reality show cinese in onda tra il 2008 e il 2015, basato sulla versione statunitense America's Next Top Model.
Lo spettacolo è stato prodotto dal canale televisivo "Sichuan Satellite TV"  ed è girato a Shanghai; i casting si sono svolti in alcune città della Cina come Shanghai, Pechino, Chengdu e Canton. La prima edizione è andata in onda il 13 gennaio 2008 alle 22:30, presentata dalla top model cinese Li Ai, presente anche nella seconda e terza serie, rispettivamente andate in onda nel 2009 e nel 2010.
Dopo tre anni di silenzio, il programma è tornato sugli schermi (su un diverso canale e con una diversa conduttrice) il 12 ottobre 2013; ulteriore novità di questa stagione, il numero di aspiranti modelle in gara, salito da 10 a 14.
La quinta edizione dello show, andata in onda dal 21 maggio al 6 agosto 2015 ha avuto diverse novità: un nuovo canale di trasmissione, "Chongqing TV", una giuria del tutto rinnovata e un numero superiore di concorrenti (sedici) divisi in ragazzi e ragazze.

## Edizioni
| Stagione | Sponsor     | Data d'inizio   | Vincitrice     | Seconda classificata | Altre concorrenti | Numero di concorrenti | Destinazione |
| -------- | ----------- | --------------- | -------------- | -------------------- | --- | --------------------- | ------------ |
| 1        | Pantene     | 13 gennaio 2008 | Yin Ge         | Wang Jia             | Liu Wen-jing (ritirata), Bao Jie, Zhang Xiao-pei, Tanya Zy, Wu Mei-ting, Ma Shu-yi, Zhu Feng (ritirata), Yan Xue-qian                                                                                                 | 10                    | Macao        |
| 2        | Max Factor  | 9 gennaio 2009  | Meng Yao       | Mo Jia-Qi            | Zhang Cai, Li Muo, Hu Lu-lu, Tan Jie, Lily Anna, Zhang Yang, Wang Shan, He Xin | 10                    | Nessuna      |
| 3        | Wahaha      | 13 gennaio 2010 | Mao Chu-yu     | Lin Jia-yi           | Zhu Yan, Sun Yu-he, Zhao Yi-fei (ritirata), Shi Yu, Chaochang Yi-lan, Zhu Yue, Huang Qi, Wang Sheng-jie | 10                    | Sichuan      |
| 4        | Aimer       | 12 ottobre 2013 | Wang Xiao-qian | Yu An-qi             | Chen Qi, Yin Fang-bing, Chia Fan, Chen Chan-lin, Zong Yi-tong, Dang Zhu-xi (ritirata), Wang Xiao-ting, Shi Xin-ling, Li Qiao-dan, Zhuo Chen-lan, Xie Shu-ya, Hu Huan                                                  | 14                    | Seul         |
| 5        | Vogue China | 21 maggio 2015  | ♀ Li Si-jia    | ♀ Li Xue             | ♀ Lai Yu-ting, ♂ Jiang Ying, ♂ Ha Sheng, ♀ Xu Meng-ting, ♀ Huang Zhen-zhen, ♀ Wang Meng, ♂ Yu Ling-yun, ♂ Deng Tian-long, ♂ Yi Cheng, ♂ Zhao Zhuo-nun, ♀ Huang Si-qi, ♂ Li Hao-ting, ♀ Liu Xian-xia, ♂ Wang Ren-chuan | 16                    | Londra       |